# 李洪九
李 洪九（イ・ホング、1934年（昭和9年）5月9日 - ）は、大韓民国の学者、政治家。
本貫は全州李氏。京畿道高陽郡（現在のソウル市恩平区）出身。

## 生涯
京畿高等学校を卒業。ソウル大学校法科大学に進学。エモリー大学に留学し、政治学を専攻。イェール大学で政治学の博士号を取得。
エモリー大学教授を務めた後に1968年に帰国し、ソウル大学校政治学科の教授に着任。1988年から1990年まで国土統一院長官、1991年から1993年まで駐英大使、1994年に統一院長官兼副総理、1994年から1995年まで国務総理を務めた。
1996年、当時与党の新韓国党から全国比例区で第15代国会議員に当選。新韓国党代表となり、一時は金泳三大統領の後継候補に挙論された。だが1996年12月の労働法改正案強行採決が国民の反発を買い、新韓国党代表を辞任した。
1998年から2000年まで、金大中政権で駐米大使を務めた。
2019年10月10日、徴用工訴訟問題や日韓貿易紛争で日韓関係が悪化する中、他の政界、宗教界、学会関係者らとともに安倍晋三首相に対話促す声明を発表。輸出規制の廃止や憲法の維持などを求めた。

## 参考資料
- 이홍구 - 大韓民国憲政会（朝鮮語）

| 公職        | 公職                                             | 公職        |
| ----------- | ------------------------------------------------ | ----------- |
| 先代 李栄徳 | 大韓民国国務総理 第28代：1994 - 1995             | 次代 李寿成 |
| 先代 李栄徳 | 大韓民国統一院長官 第20代：1994                  | 次代 金悳   |
| 先代 許文道 | 大韓民国国土統一院長官 第14代：1988 - 1990       | 次代 洪性澈 |
| 外交職      |                                                  |             |
| 先代 呉在熙 | 在イギリス大韓民国大使 第12代：1991 - 1993       | 次代 盧昌熹 |
| 先代 朴健雨 | 在アメリカ合衆国大韓民国大使 第17代：1998 - 2000 | 次代 梁性喆 |